# هانس یونکرمان
هانس یونکرمان (آلمانی: Hans Junkermann؛ ۲۴ فوریهٔ ۱۸۷۲ – ۱۲ ژوئن ۱۹۴۳) یک بازیگر سینما اهل آلمان بود. 
از فیلم‌ها یا برنامه‌های تلویزیونی که وی در آن نقش داشته است می‌توان به هملت، دکتر مابوزه: قمارباز و دانوب آبی اشاره کرد.